# Quy luật hiệu suất giảm dần
Quy luật hiệu suất giảm dần (hay còn được gọi là quy luật tỷ lệ biến đổi, quy luật hiệu suất cận biên giảm dần) phát biểu rằng mỗi đơn vị yếu tố sản xuất tăng thêm sẽ bổ sung ít hơn vào tổng sản lượng so với các đơn vị trước. Quy luật hiệu suất giảm dần được áp dụng khi một yếu tố sản xuất thay đổi (ví dụ như lao động) còn các yếu tố khác (ví dụ như máy móc thiết bị, đất đai) được giữ cố định. Quy luật hiệu suất giảm dần không có nghĩa rằng bổ sung thêm một yếu tố đầu vào sẽ làm giảm tổng sản lượng, được biết đến với tên quy luật hiệu suất âm, mặc dù trong thực tế điều này khá phổ biến.
Một ví dụ phổ biến là việc thuê thêm nhân công cho một công việc, chẳng hạn như việc lắp ráp xe ô tô. Trong một vài trường hợp, việc thuê thêm nhân công có thể gây ra một số vấn đề như các công nhân "dẫm chân" lên phần việc của nhau, hoặc thỉnh thoảng họ phải chờ một khoảng thời gian cho đến lúc tiếp tục phần việc của mình. Trong các trường hợp trên, việc sản xuất thêm một đơn vị đầu ra trên mỗi một đơn vị thời gian thậm chí có thể gia tăng thêm chi phí, bởi vì các yếu tố đầu vào bị lãng phí và không được sử dụng một cách hiệu quả.
Quy luật hiệu suất giảm dần là một nguyên lý cơ bản trong kinh tế học. Nó đóng vai trò chính trong lý thuyết sản xuất.

## Lịch sử
Khái niệm Hiệu suất giảm dần đã là mỗi quan tâm từ trước đó của các nhà kinh tế học như Johann Heinrich von Thünen, Jacques Turgot, Adam Smith, James Steuart, Thomas Robert Malthus và David Ricardo. Tuy nhiên, các nhà kinh tế học cổ điển như Malthus và Ricardo tin rằng sự suy giảm về sản lượng của đầu ra là do sự suy giảm về chất lượng của các đầu vào. Các nhà kinh tế học tân cổ điển lại cho rằng mỗi "đơn vị" của lao động là giống hệt giau. Theo họ, hiệu suất giảm dần là bởi vì sự rối loạn trong toàn bộ quá trình sản xuất khi mà yếu tố đầu vào lao động được gia tăng, trong khi yếu tố nguồn vốn lại không đổi. Quy luật hiệu suất giảm dần vẫn còn là một vấn đề quan trọng trong lĩnh vực nông nghiệp.

## Hiệu suất cận biên giảm dần
Điểm chính của quy luật hiệu suất cận biên giảm dần là khi tổng lượng đầu tư tăng, tổng số lợi nhuận trên đầu tư theo tỷ lệ tổng vốn đầu tư (tính theo sản phẩm hoặc lợi nhuận trung bình) lại giảm. Ví dụ, giả sử rằng 1 kilogram hạt giống được trồng trên một lô đất nhất định có thể sản xuất ra 1 tấn sản phẩm, 2 kilogram hạt sản xuất ra 1,5 tấn sản phẩm và 3 kilogram hạt sản xuất ra 1,75 tấn sản phẩm. Theo công thức toán học, 1 kilogram hạt giống thứ {\displaystyle i} sản xuất được thêm {\displaystyle {\frac {1}{2^{i-1}}}} tấn sản phẩm. Lợi nhuận từ việc đầu tư 1 kilogram hạt giống đầu tiên là 1 tấn/kilogram. Khi đầu tư 2 kilogram hạt giống, lợi nhuận là {\displaystyle {\frac {1,5}{2}}=0,75} tấn/kilogram và khi 3 kilogram hạt giống được đầu tư, lợi nhuận sẽ là {\displaystyle {\frac {1,75}{3}}\thickapprox 0,58} tấn/kilogram.
Ở ví dụ này, theo công thức toán học, hiệu suất cận biên bị giảm là:
{\displaystyle {\text{D}}={\frac {1}{X}}\sum _{i=1}^{X}{\frac {1}{2^{i-1}}}}
với {\displaystyle {\text{X}}} là số lượng hạt giống tính theo kilogram. {\displaystyle {\frac {1}{2^{i-1}}}} là sản lượng tăng thêm tính theo tấn, khi kilogram hạt giống thứ {\displaystyle {i}} được đầu tư.
Thay {\displaystyle {\text{X}}} bởi 3 vào công thức trên và khai triển, ta có:
{\displaystyle {\text{D}}={\frac {1}{3}}\sum _{i=1}^{3}{\frac {1}{2^{i-1}}}}
{\displaystyle ={\frac {1}{3}}\cdot \left({\frac {1}{2^{1-1}}}+{\frac {1}{2^{2-1}}}+{\frac {1}{2^{3-1}}}\right)}
{\displaystyle ={\frac {1}{3}}\cdot \left({\frac {1}{2^{0}}}+{\frac {1}{2^{1}}}+{\frac {1}{2^{2}}}\right)}
{\displaystyle ={\frac {1}{3}}\cdot \left({\frac {1}{1}}+{\frac {1}{2}}+{\frac {1}{4}}\right)={\frac {1.75}{3}}}
{\displaystyle =0.58{\overline {3}}} tấn/kilogram.
Một ví dụ khác, một nhà máy sản xuất có nguồn vốn, bao gồm công cụ và máy móc, được cố định, trong khi nguồn cung lao động thì luôn dồi dào. Khi nhà máy này quyết định tăng thêm số lượng nhân công thì tổng sản lượng đầu ra cũng tăng lên nhưng với tốc độ giảm dần. Điều này xảy ra bởi vì sau một thời điểm nhất định nào đó, số lượng nhân công trong nhà máy trở nên quá đông và các công nhân bắt đầu phải xếp hàng để từng người một lần lượt sử dụng máy móc, công cụ. Giải pháp dài hạn cho vấn đề này là tăng lượng vốn, tức là nên mua thêm máy móc, công cụ và xây dựng thêm nhà máy.

## Doanh thu và chi phí
Mối quan hệ giữa doanh thu từ đầu vào và chi phí cho sản phẩm là mối quan hệ ngược chiều. Giả sử rằng 1 kilogram hạt giống có giá không đổi là 1 dollar. Mặc dù có thể còn có thể có nhiều chi phí khác nữa, nhưng giả định rằng các chi phí này là cố định, tức là nó không phụ thuộc vào việc sản xuất nhiều hay ít. 1 kilogram hạt giống đầu tiên tạo ra 1 tấn sản phẩm, tức là 1 tấn sản phẩm đầu tiên tốn chi phí cận biên là 1 dollar để sản xuất. Nếu không có gì thay đổi, thì nếu 1 kilogram hạt giống thứ hai được gieo sẽ sản xuất ra thêm 0,5 tấn sản phẩm. Trường hợp này chi phí cận biên vẫn sẽ là 1 dollar cho 0,5 tấn sản phẩm, tương đương với 2 dollar cho 1 tấn sản phẩm. Tương tự, nếu 1 kilogram hạt giống thứ ba được gieo sẽ sản xuất ra thêm 0,25 tấn sản phẩm, thì chi phí cận biên là 1 dollar cho 0,25 tấn sản phẩm trên, tương đương với 4 dollar/1 tấn sản phẩm. Do vậy, quy luật hiệu suất cận biên giảm dần ám chỉ việc gia tăng về chi phí cận biên và chi phí trung bình.
Chi phí còn có thể được đo bằng chi phí cơ hội. Trong trường hợp này, quy luật trên còn được áp dụng cho toàn xã hội - chi phí cơ hội cho việc sản xuất một đơn vị hàng hóa thường tăng lên khi toàn xã hội cố gắng sản xuất hàng hóa đó nhiều hơn. Điều này giải thích cho hình dạng cái bát úp của đường giới hạn khả năng sản xuất.